# Mletački prekomorski posjedi
Stato da Màr ili Domini da Mar („Država mora”) bio je naziv koji su Mlečani dali svojim morskim i prekomorskim posjedima. Posjedi su uključivali Istru, Mletačku Dalmaciju, Mletačku Albaniju, Negroponte, Moreju (Kraljevstvo Moreja), Jonske otoke i Krf, otok Kretu (Kraljevina Kandija) i otok Cipar. Ovi posjedi su činili jedan od 3 podjedinice Republike Venecije, uz Dogado (grad Veneciju) i Kopnene posjede (Domini di Terraferma) u sjevernoj Italiji.